# Daphoenositta
Daphoenositta là một chi chim trong họ Neosittidae. Họ này chứa các loài chim nhỏ dạng sẻ, chỉ sinh sống tại khu vực Australasia. Bề ngoài chúng tương tự như các loài trèo cây và cách thức leo trèo cây cũng giống nhau, nhưng trong khi chúng từng dược coi là thuộc họ này (Sittidae) trong nhiều năm thì hiện nay chúng được xếp trong họ của chính chúng, do không có quan hệ họ hàng gần với các loài trèo cây. Chúng là chim không di trú ngoài việc di chuyển trong khu vực sinh sống.

## Phân loại
Cho tới năm 1967 chúng vẫn được một số tác giả xếp trong họ Sittidae, mặc dù các nghi vấn về vị trí này đã từng được nhắc tới trong các thập niên trước đó. Dù bề ngoài và cách thức leo trèo cây giống nhau nhưng chúng khác nhau về tính xã hội và tập tính làm tổ, do Daphoenositta làm tổ trên các cành cây trong khi trèo cây làm tổ trong các hốc rỗng trên thân cây. Bên cạnh đó, hình thái chân cũng khác nhau, với Daphoenositta có các cơ chân giống như của các loài ăn mật (Meliphagidae). Vị trí của chúng sau đó được di chuyển tới các họ khác nhau, như họ Khướu (Timaliidae, một đơn vị phân loại thùng rác khét tiếng khi đó), họ Đuôi cứng (Certhiidae, với sự phân bố trải khắp Toàn Bắc giới và châu Phi) hay vào họ Đuôi cứng Australia (Climacteridae).
Quan hệ của chúng với nhánh phân tỏa Australia của chim dạng sẻ được S.A. Parker đề xuất trên cơ sở màu vỏ trứng, cấu trúc tổ và bộ lông của chim non, và vị trí của chúng trong phân tỏa này đã được các nghiên cứu lai ghép DNA-DNA của Sibley và Ahlquist xác nhận. Các nghiên cứu này đặt Daphoenositta trong tông đơn chi thuộc liên họ Corvidae. Trong phiên bản năm 2007 của Handbook of the Birds of the World người ta xếp chúng trong họ của chính chúng trong nhánh có quan hệ gần với Melanocharitidae (hiện nay xếp trong nhánh Melanocharitoidea / Passerida) và Pachycephalidae (hiện nay xếp trong nhánh Orioloidea / Corvida).
Tên gọi Neosittinae Ridgeway, 1904 là hợp lệ chứ không phải là Daphoensittinae Rand, 1936, mặc dù tên gọi của chi điển hình Neositta Hellmayr, 1901 chỉ là đồng nghĩa muộn của Daphoenositta De Vis, 1897.
Jønsson et al. (2016) đặt nó trong nhánh có quan hệ chị em với Campephagidae + Malaconotoidea. Cùng nhau chúng tạo thành nhánh có quan hệ chị em với Corvoidea. Cùng với Corvoidea chúng tạo thành nhánh có quan hệ chị em với Orioloidea của Corvida, trong khi Moyle et al. (2016) đặt chúng trong liên bộ đơn họ Neosittiodea như là chị em với Mohouoidea, và cùng nhau chúng là chị em với nhánh bao gồm Orioloidea + Malaconotoidea + Corvoidea của Corvida.

## Các loài
- Daphoenositta miranda
- Daphoenositta chrysoptera
- Daphoenositta papuensis (đồng nghĩa: Daphoenositta chrysoptera papuensis)